# Tremacebus
Tremacebus ist eine ausgestorbene Gattung der Primaten, die über einen einzelnen, aber beschädigten Schädel aus der argentinischen Provinz Chubut überliefert ist. Das Alter des Fundes wird auf etwa 20 bis 17 Millionen Jahre geschätzt, womit er in das Untere Miozän gehört. Er gehört einem kleinen Vertreter der Neuweltaffen an, etwa der Größe der heutigen Nachtaffen oder der Springaffen entsprechend. Das auffälligste Merkmal am Schädel besteht in den vergrößerten Augenfenstern. Diese ließen lange Zeit annehmen, dass Tremacebus vergleichbar den Nachtaffen vorwiegend während der dunklen Tageszeit aktiv war. Neuere Untersuchungen widersprechen aber dieser Auffassung. Der Schädel war bereits 1932 gefunden und ein Jahr später vorgestellt worden. Er galt lange Zeit als zu Homunculus gehörig, einer ebenfalls ausgestorbenen Primatenform. Erst anatomische Neuuntersuchungen aus dem Jahr 1974 führten zur Aufstellung der Gattung Tremacebus.

## Merkmale
Tremacebus war ein kleiner bis mittelgroßer Vertreter der Neuweltaffen mit einem angenommenen Gewicht von rund 1,8 kg. Er ist weitgehend über einen beschädigten Schädel überliefert, an dem Teile des Rostrums, der Jochbogen und Partien des Hinterhaupts fehlen. Seine Länge betrug im vollständigen Zustand schätzungsweise 6,1 bis 6,3 cm, die Breite am Hirnschädel maß etwa 5,1 cm. Auf Höhe der Augen erreichte er eine Breite von etwa 3,8 cm, dahinter zog er deutlich ein und wies hier nur 2,8 cm Breite auf. Trotz einiger fehlender Teile der Schnauzenregion wie dem Mittelkieferknochen war diese wohl recht breit ausgebildet, was sich unter anderem von dem deutlichen Abstand der Zahnfächer der Eckzähne zueinander ableiten lässt. Ebenso ragte sie möglicherweise prominent vor und war somit prognath. Ein auffallendes Merkmal von Tremacebus stellten die vergrößerten Orbita dar, sie hatten eine Weite von 1,6 cm und eine Höhe von 1,5 cm. Sie erreichten dadurch nicht die Dimensionen wie beim heutigen Östlichen Graukehl-Nachtaffen (Aotus trivirgatus), dessen Augenfenster bei gleicher Schädellänge etwa 1,95 cm weit sind, waren aber größer als beim Rotbauch-Springaffen (Callicebus moloch) mit 1,36 cm bei entsprechender Schädelgröße. Ähnliche Ausmaße wie bei letzterem besaßen auch die Orbita von Homunculus und Dolichocebus. Die Konvergenz der Augen zueinander war relativ gering und vergleichbar mit der der heutigen Krallenaffen, bei denen die Augen im Winkel von 58 bis 63° zueinander stehen. Andere Neuweltaffen haben einen größeren Winkel (66 bis 75°), ebenso wie Altweltaffen (70 bis 83°). Da zahlreiche frühe Primaten durch einen kleineren Augenwinkel charakterisiert werden, kann das Merkmal bei Tremacebus als ursprünglich aufgefasst werden, während dieses wohl bei den Krallenaffen sekundär wieder entstanden ist. Ursprünglichen Beschreibungen nach bestanden in der Augenhöhle neben dem Foramen opticum größere Fissuren, doch sind diese Öffnungen wahrscheinlich auf Beschädigungen nach dem Tod des Tieres zurückzuführen. Möglicherweise betrifft dies auch die vermeintlich große Öffnung des hinteren Augenrandes. Das Foramen infraorbitale lag oberhalb des zweiten und dritten Prämolaren und war rund einen halben Millimeter groß. Am Pterion (eine Region seitlich der Augen beim menschlichen Schädel) traf das Scheitelbein auf das Jochbein, was den anatomischen Verhältnissen bei den Neuweltaffen entspricht. Bei Homunculus war dieses Merkmal dagegen eher polymorph ausgebildet, da bei einigen Schädeln hier die Sutur des Keilbeins und des Stirnbeins verlief. Letzteres ist eher typisch für die Altweltaffen. Am Scheitelbein trat ähnlich wie bei Dolichocebus eine leichte Temporallinie auf, ein Scheitelkamm war dem gegenüber nicht ausgebildet. An der Schädelbasis bestand in Übereinstimmung mit Dolichocebus ein kleiner Processus postglenoidalis, der bei Homunculus wiederum größer ausgeprägt war. Das dahinter liegende Foramen postglenoideum zeigte sich ebenfalls klein und erreichte mit 0,7 mm Durchmesser nur etwas mehr als ein Drittel der Weite wie bei Dolichocebus und Homunculus. Die Hinterhauptsschuppe des Hinterhauptsbein stand in einem stumpferen Winkel zur Augen-Ohr-Ebene wie bei den meisten Neuweltaffen, aber im Unterschied zum auffallend spitzen Winkel bei den Totenkopfaffen.
Das Gebiss ist bei Tremacebus schlecht überliefert, weitgehend erhalten sind die Molaren, allerdings mit Beschädigungen auf der Wangenseite, sowie die Alveolen der Prämolaren und des Eckzahns. Das hintere Gebiss bestand demnach wie bei allen Neuweltaffen aus drei Vormahl- und drei Mahlzähnen je Kieferseite. Der zweite, also vorderste Prämolar verfügte über eine Wurzel übereinstimmend mit den meisten frühen und zahlreichen rezenten Neuweltaffen mit Ausnahme der Nachtaffen, der Brüllaffen und einiger Springaffen. Die beiden anderen Prämolaren wiesen jeweils zwei Wurzeln auf. Auf der Kauoberfläche der beiden vorderen Molaren waren die zungenseitigen Haupthöcker, der Protoconus und der Hypococus, nahezu gleich groß. Zwischen ihnen verlief ein gut definiertes Entoflexus (eine Zahnschmelzfalte). Nahe dem Protoconus erhob sich mit dem Periconus ein kleinerer Nebenhöcker, der auch bei anderen frühen Neuweltaffen wie Branisella präsent war. Gleichfalls auf Zungenseite der Mahlzähnen wölbte sich ein ausgeprägtes und lang ausgedehntes Cingulum heraus (ein niedriger Zahnschmelzwulst). Der hinterste Molar brachte es nur auf etwa die Hälfte der Größe der beiden vorderen. Die Länge der Mahlzahnreihe betrug 0,9 cm, die der Vormahlzahnreihe 0,7 cm. Die gesamte erhaltene Zahnreihe vom Eckzahn bis zum letzten Molaren erstreckte sich über 1,8 cm Länge.

## Fossilfunde
Der bisher einzige bekannte Schädel von Tremacebus stammt aus einer Fundlokalität rund 12 km südwestlich des Cerro Sacanana im zentral-nördlichen Teil der argentinischen Provinz Chubut. Gefunden wurde er im Jahr 1932 von einem lokalen Schäfer, der ihn gemeinsam mit weiteren Fossilresten an einen Rancher weitergab. Der Schädel wurde dann im Jahr darauf von Carlos Rusconi vorgestellt und blieb lange Zeit das einzige ausführlicher beschriebene Relikt des Cerro Sacanana. Rusconi war es auch, der 1935 eine der wenigen geologischen Beschreibungen der Fundstelle bereitstellte, er hatte die Region aber nie besucht. In der Folgezeit blieb sie nicht im Fokus der Wissenschaftler. Erst Anfang der 1980er Jahre besuchten amerikanische Wissenschaftler die Lokalität erneut und entdeckten eine größere Anzahl an Fossilresten (rund 500 Objekte). Darunter befand sich auch ein linker Unterkieferrest eines Neuweltaffen mit dem erhaltenen letzten Prämolaren und dem ersten Molaren sowie den Alveolen der beiden vorangehenden Prämolaren und es Eckzahns (Exemplarnummer MACN-CH 354). In Größe und Ausprägung stimmt er mit dem Schädel von Tremacebus überein und wird daher provisorisch der Gattung zugewiesen, mitunter aber auch mit Soriacebus assoziiert. Die Lokalität beim Cerro Sacanana liegt am Südrand der Meseta de Somun Cura, einem größeren Vulkanfeld. Die kleinen Aufschlüsse verteilen sich über eine Fläche von rund 3 ha, die dort vorkommenden Fossilien sind zumeist in Konkretionen eingeschlossen und an der Oberfläche exponiert gelagert. Das bisher wenig untersuchte Faunenmaterial besteht neben den Primatenresten unter anderem aus verschiedenen Nagetieren. Es wird als Sacanana fauna zusammengefasst und aufgrund der Zusammensetzung in das Untere Miozän vor rund 21 bis 17,5 Millionen Jahren eingeordnet (lokalstratigraphisch Colhuehuapium genannt).

## Paläobiologie
Heutige Neuweltaffen sind weitgehend tagaktiv. Eine Ausnahme stellen die Nachtaffen (Aotus) dar, die vollständig oder teilweise nachtaktiv agieren. Eine vergleichbare nächtliche Lebensweise zeigen unter den Trockennasenaffen lediglich die Koboldmakis (Tarsiidae). Anatomische Hinweise dafür finden sich in den extrem großen Augenhöhlen, die jene von gleich großen und ebenfalls nachtaktiven Feuchtnasenaffen deutlich übertreffen. Im Unterschied zu den Feuchtnasenaffen fehlt den Trockennasenaffen das Tapetum lucidum, eine reflektierende Schicht hinter der Netzhaut, die bei vielen nachtaktiven Säugetieren die Sehkraft während der dunklen Tageszeit erhöht. Die Anpassungen der Trockennasenaffen an ein nächtliches Leben kann daher auf eine sekundäre Entwicklung zurückgeführt werden, wodurch sich auch die übermäßig ausgedehnten Augenfenster erklären. Tremacebus besitzt eine vergrößerte Orbita, weswegen schon früh von einer nachtaktiven Lebensweise ausgegangen wurde. Allerdings erreicht sie nicht die Ausmaße wie bei dem Nachtaffen, sie vermittelt vielmehr zwischen den tag- und nachtaktiven Neuweltaffen. Als weitere Anpassung an ein Nachtleben ist bei den Nachtaffen der Riechkolben vergrößert. Dieser bildet einen Teil des Riechorgans, wobei eine starke Ausdehnung des Riechkolbens mit einem besser ausgeprägten Geruchssinn einhergeht. In der Regel dominiert bei nachtaktiven Primaten die Geruchswahrnehmung gegenüber einem präzisen Sehsinn. Der Riechkolben passiert die Fossa olfactoria, welche sich zwischen den Augen befindet und deren Größe bei ausgestorbenen Affen als Indikator für die Dimension des Riechkolbens genommen werden kann. Bei Tremacebus zeigt sich die Fossa olfactoria als vergleichsweise klein sowohl relativ als auch absolut in Bezug auf die Gehirngröße. Ihre Größe liegt verhältnismäßig bei der der Sakiaffen oder der Totenkopfaffen. Demnach wäre für Tremacebus eine eher tagaktive Lebensweise anzunehmen, möglicherweise auch eine kathemerale.
Anhand der breiten Molaren und der wenig entwickelten Temporallinien am Scheitelbein wird für Tremacebus auf eine eher weiche Pflanzenkost als Hauptnahrung geschlossen, eventuell ähnlich den Springaffen mit ihrer überwiegend fruchtbasierten Ernährung.

## Systematik
Tremacebus ist eine Gattung aus der Ordnung der Primaten (Primates). Sie wird innerhalb der Primaten zur Gruppe der Neuweltaffen (Platyrrhini) gestellt. Bei den Neuweltaffen handelt es sich um zumeist baumlebende Affen der tropischen und subtropischen Gebiete Süd- und Mittelamerikas. Sie schließen mehrere Familien ein, genannt seien hier die Sakiaffen (Pitheciidae), die Klammerschwanzaffen (Atelidae), die Kapuzinerartigen (Cebidae) und die Krallenaffen (Callitrichidae). In der Regel stehen die Sakiaffen als Schwestergruppe den anderen Gruppen der Neuweltaffen gegenüber, was auch molekulargenetisch belegbar ist. Das früheste Auftreten der Neuweltaffen datiert in den Übergang vom Eozän zum Oligozän vor rund 35 Millionen Jahren und wird Perupithecus in Verbindung gebracht. Dessen wenige Zahnfunde bisher kamen aus dem peruanischen Bereich des Amazonasbeckens zu Tage.
Die systematische Stellung von Tremacebus ist gegenwärtig in Diskussion. Der Erstbeschreiber der Gattung, Philip Hershkovitz, sah die fossile Form 1974 innerhalb der Kapuzinerartigen eingeordnet, wo sie einer eigenständigen, von ihm neu etablierten Unterfamilie, den Tremacebinae, angehören sollte. Nach anderen Autoren steht Tremacebus den Nachtaffen näher und wird mit diesen gemeinsam der Unterfamilie der Aotinae zugerechnet oder aber – unter Umständen gemeinsam mit den Nachtaffen und teilweise auch mit den Springaffen – in die Unterfamilie der Homunculinae verwiesen (mitunter auch im Rang einer Tribus geführt). Je nach bevorzugter Systematik gelten beide Unterfamilien mitunter als Mitglieder der Sakiaffen. Neben den Versuchen, Tremacebus mit einzelnen, heute noch bestehenden Linien der Neuweltaffen in Verbindung zu bringen, ordnen verschiedene weitere Wissenschaftler die frühen Vertreter des Unteren und Mittleren Miozäns einer basalen Radiationsphase der Platyrrhini zu. Sie werden dann gelegentlich als eigenständige Familie der Homunculidae aufgefasst. (Die Bezeichnung wurde 1894 von Florentino Ameghino eingeführt und bezieht sich auf Homunculus.) Da diese ursprünglichen Formen aber nicht unbedingt eine in sich geschlossene, also monophyletische Gruppe bilden, erhalten sie teilweise auch den Status incertae sedis.
Hauptverantwortlich für die problematische Zuweisung von Tremacebus (und anderer früher Neuweltaffen) sind zwei konkurrierende Hypothesen zur Phylogenese der Neuweltaffen, die gegenwärtig kontrovers diskutiert werden. Nach der Long Lineage Hypothesis (oder Morphological Stasis Hypothesis) stellen die ausgestorbenen Formen des Unteren und Mittleren Miozäns ursprüngliche Vertreter der Kronengruppe der Neuweltaffen dar. Konträr dazu stuft die Stem Platyrrhine Hypothesis (oder Successive Radiations Hypothesis) diese urtümlichen Formen als Teil einer basalen Diversifizierungsgruppe ein. Die Fürsprecher der jeweiligen Ansicht ziehen zur Untermauerung verschiedene molekulargenetischen Studien an rezenten Neuweltaffen heran, die aber, da sie unterschiedliche Kalibrationsmodelle nutzen, nicht eindeutig sind. So setzen die Verfechter der Morphological Stasis Hypothesis die Aufspaltung der heutigen Neuweltaffen vor 29 bis 31 Millionen Jahren an, die der Stem Platyrrhine Hypothesis dagegen mit rund 20 Millionen Jahren, was deutlich jünger ist.
Der bisher einzige Schädel von Tremacebus, gefunden am Cerro Sacanana in der argentinischen Provinz Chubut, war bereits 1933 von Carlos Rusconi in einem kurzen Aufsatz charakterisiert worden. Er sah aufgrund der Größe des Fundes die besten Übereinstimmungen mit Homunculus, einer fossilen Form der Neuweltaffen aus der Santa-Cruz-Formation in Patagonien, die bereits Ende des 19. Jahrhunderts von Florentino Ameghino benannt worden war. Rusconi wies den Schädel daher der neuen Art Homunculus harringtoni zu und bedankte sich mit dem Artepitheton bei Thomas Harrington, einem Rancher, der das Fossil zusammen mit weiteren Funden im Jahr zuvor an ihn übergeben hatte. Zwei Jahre nach der Erstbeschreibung veröffentlichte Rusconi eine umfassendere Beschreibung des fossilen Schädels. Wiederum rund vier Dekaden später sah Philip Hershkovitz in der Struktur der Orbita bedeutende Unterschiede zu Homunculus und etablierte mit Tremacebus einen neuen Gattungsnamen für Rusconis Art. In seiner Erstbeschreibung von Tremacebus aus dem Jahr 1974 stellte er den Fund, der als Holotyp sowohl für die Gattung als auch die Art T. harringtoni fungiert (Sammlungsnummer 661 des Museo de Fundación Miguel Lillo, Tucumán, Argentinien), unter den neuen Aspekten gebührend vor. Die Bezeichnung leitete er von der seiner Meinung großen Öffnung des hinteren Augenrandes ab. Der Schädel war zwischen Rusconis Veröffentlichungen und Hershkovitz' Neubegutachtung umfassend restauriert und fehlende Partien so interpretativ hinzugefügt worden. Hershkovitz konnte dies während seiner anatomischen Studien nur teilweise rückgängig machen. Erst CT-Scans Anfang der 2000er Jahre deckten das eigentliche Fossil wieder auf und ermöglichten so tiefergehende Analysen.